# Как Ёжик и Медвежонок небо меняли
«Как Ёжик и Медвежонок меняли небо» — советский короткометражный мультфильм, снятый в 1985 году режиссёром Натальей Марченковой по сказке Сергея Козлова «Как Ёжик с Медвежонком меняли небо».

## Сюжет
В пасмурный день решили друзья поменять небо то на жаркое южное, то на дождливое осеннее, то на морозное зимнее, то ещё на что-нибудь. Но оказалось, что ничего нет лучше лунной морозной ночи. В результате Медвежонок и Ёжик стали его рисовать. В конце концов, они обнаружили, что небо, которое они искали, всё время было рядом с ними — на улице, оно и было идеальным.

## Создатели
| режиссёр                  | Наталья Марченкова |
| автор сценария            | Сергей Козлов |
| художник-постановщик      | Наталия Чернышева |
| художники-мультипликаторы | В. Врублевский, В. Омельчук, Нина Чурилова, Александр Лавров, Э. Перетятько, Адольф Педан, С. Лещенко, С. Гизила, М. Яремко |
| оператор                  | Александр Мухин |
| композитор                | Владимир Губа |
| звукооператор             | В. Щиголь |
| редактор                  | Наталия Гузеева |
| монтажёр                  | Юна Сребницкая |
| ассистенты                | М. Лумельская, В. Боженок, Т. Черни                                                                                         |
| директор                  | Иван Мазепа |